# Compsophila iocosma
Compsophila iocosma är en fjärilsart som beskrevs av Edward Meyrick 1886. Compsophila iocosma ingår i släktet Compsophila och familjen Crambidae. Inga underarter finns listade i Catalogue of Life.